# 공단동
공단동(工團洞)은 대한민국 경상북도 구미시 남중부에 위치한 동이다.

## 역사

### 유래
원래 구미읍 신부동(신늪, 장동, 새뜸, 매호, 숭구실), 칠곡군 북삼면 낙계동 등 6개 자연부락 마을이었으나, 구미 공단을 조성하면서 마을은 없어지고 공단을 조성한 지역이므로 공단동이라 하였다.

### 연혁
- 1977년 2월 15일 : 경상북도 구미지구출장소 광평지소
- 1978년 2월 15일 : 구미시 공단동
- 1990년 1월 1일 : 공단1동과 공단2동으로 분동
- 2021년 1월 1일 : 공단1동이 비산동에 합쳐지고, 공단2동이 공단동으로 이름을 변경하였다.

## 교육
- 금오공업고등학교

## 아파트
| 단지명                    | 건설사                      | 시행사                                   | 주소             | 입주       | 비고                            |
| ------------------------- | --------------------------- | ---------------------------------------- | ---------------- | ---------- | ------------------------------- |
| e편한세상 구미 파크밸리   | ㈜삼호                      | 장한아파트 주택재건축정비사업조합        | 신비로7길 10     | 2017년 9월 | 장한맨션 재건축                 |
| 구미 공단 우림필유        | 우림건설㈜                  | 공단2주공 500단지 재건축조합             | 수출대로3길 130  | 2012년 7월 | 공단주공 2단지 (500번대) 재건축 |
| 구미 공단 파라디아        | ㈜파라다이스글로벌          | ㈜하늘개발 공단1주공 아파트 재건축조합   | 1공단로9길 30-12 | 2011년 7월 | 공단주공 1단지 재건축           |
| 강변 파라디아             | ㈜파라다이스글로벌          | 공단2주공 200단지 주택재건축정비사업조합 | 수출대로3길 118  | 2017년 7월 | 공단주공 2단지 (200번대) 재건축 |
| 구미 해모로 리버시티      | 에이치제이중공업㈜ 건설부문 | 공단4주공 주택재건축정비사업조합         | 수출대로3길 129  | 2025년 5월 | 공단주공 4단지 재건축           |
| 강변뉴타운 해링턴플레이스 | 진흥기업                    | 공단2주공 300단지 재건축정비조합         | 신비로 100       | 2019년 4월 | 공단주공 2단지 (300번대) 재건축 |

## 교통
- 구미복지(주공)시외버스정류장
- 구미공단시외버스정류장